# Melas (fiume)
Il Melas (in greco antico: Μέλας?, Mèlas) è un fiume della Ftiotide, che al tempo di Erodoto sfociava nel golfo Maliaco a 5 stadi da Eraclea Trachinia. Ora è chiamato Mavra-Néria e si getta nello Spercheo, dopo che questo ha unito le sue acque con quelle del Dira, fiume che, come il Melas, un tempo scorreva direttamente nel mare.